# 熏

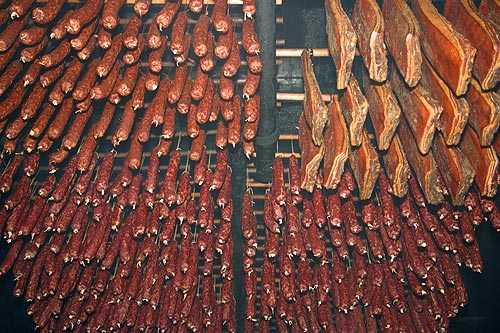
煙薰房內吊掛的肉

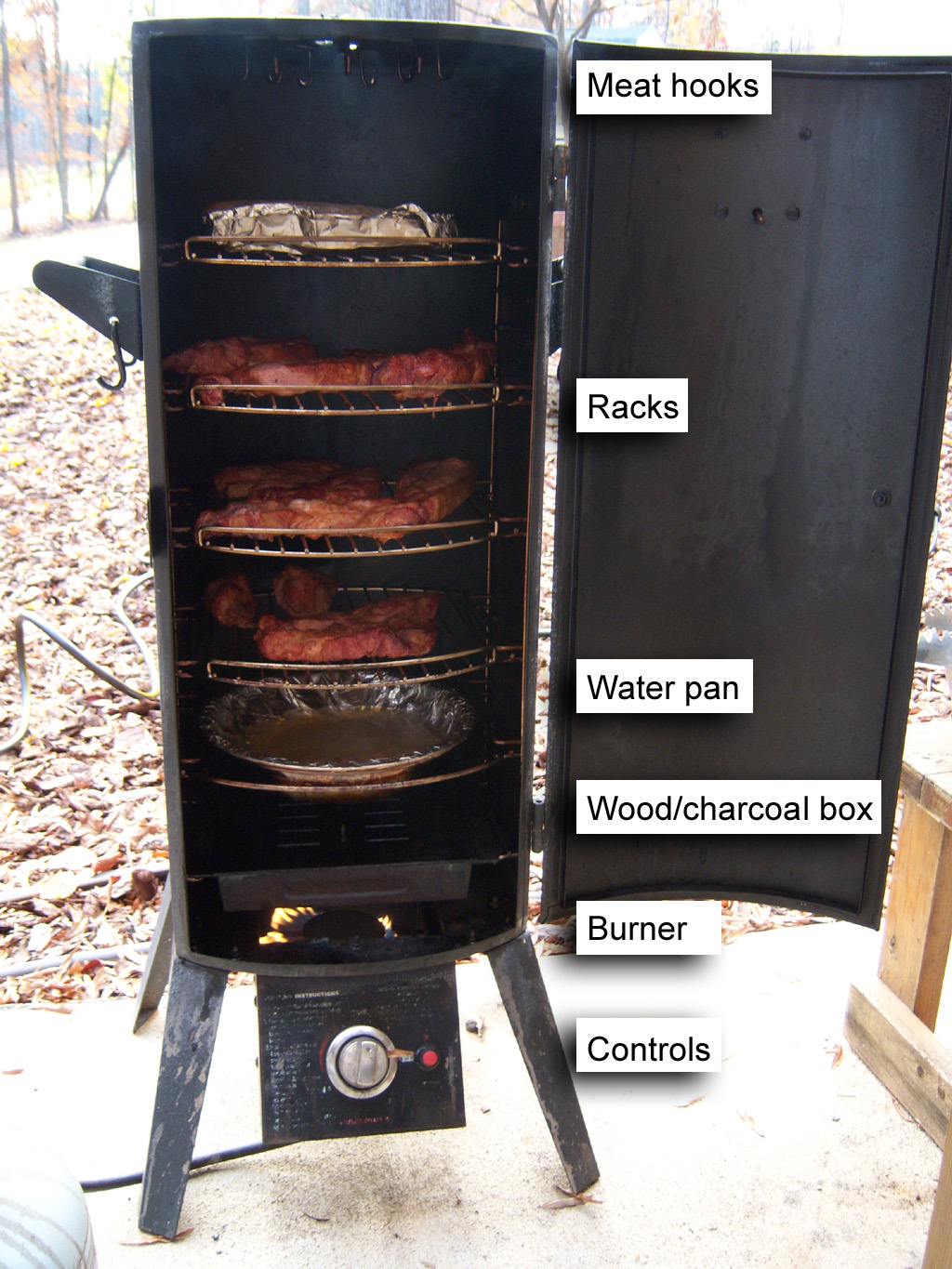
可煙熏食材的烤爐

熏，又稱煙薰，是一種烹調食物、保存食材和調味的方法。這種方法利用燃燒木材、木炭產生的煙，在密閉的空間內加熱食物。煙熏食品在西方國家，尤其是在歐洲最為流行，其中最具代表性的是煙肉，煙熏鯡魚和三文魚也甚為常見，另有煙熏芝士。在西方烹調文化，通常會將食材吊掛在特製的煙熏房間內並燃燒木材，利用燃燒所產生的煙霧，將食物煙薰。另也有特製的烤爐，煙熏被放置在網架上的食品。由於煙熏可使食材表面形成一層碳化表層，具有防腐作用，同時減少了食材的含水量，所以有助延長食材的保存期。
煙熏可為食材增加經過燒烤的香味，使用不同的木材作為燃料，可為食材帶來不同的風味，但另一方面煙熏過程，會使得食材含有或增加可以引致癌症的多環芳烴類物質，所以不應經常進食煙熏食品。

## 外部連結
- 異體字與「燻」的字義比較 （页面存档备份，存于）